# Nerocila acuminata
Nerocila acuminata is een pissebed uit de familie Cymothoidae. De wetenschappelijke naam van de soort is voor het eerst geldig gepubliceerd in 1881 door Schiödte & Meinert.